# Municipio de Center (condado de Pocahontas)
El municipio de Center (en inglés: Center Township) es un municipio ubicado en el condado de Pocahontas en el estado estadounidense de Iowa. En el año 2010 tenía una población de 1814 habitantes y una densidad poblacional de 98,76 personas por km².

## Geografía
El municipio de Center se encuentra ubicado en las coordenadas 42°44′28″N 94°39′54″O / 42.74111, -94.66500. Según la Oficina del Censo de los Estados Unidos, el municipio tiene una superficie total de 18.37 km², de la cual 18.37 km² corresponden a tierra firme y (0%) 0 km² es agua.

## Demografía
Según el censo de 2010, había 1814 personas residiendo en el municipio de Center. La densidad de población era de 98,76 hab./km². De los 1814 habitantes, el municipio de Center estaba compuesto por el 98.35% blancos, el 0.33% eran afroamericanos, el 0.06% eran amerindios, el 0.06% eran asiáticos, el 0.11% eran isleños del Pacífico, el 0.11% eran de otras razas y el 0.99% pertenecían a dos o más razas. Del total de la población el 1.32% eran hispanos o latinos de cualquier raza.